# Challenger de Canberra 2020
El Challenger de Canberra de 2020, denominado por razones de patrocinio Apis Canberra International, fue un torneo de tenis profesional que se jugó en pistas de superficie dura. Se trata de la 6.a edición del torneo que forma parte del ATP Challenger Tour 2020 y del Australian Pro Tour. Debía tener lugar en Canberra, Australia del 6 al 12 de enero de 2020 en las canchas del Canberra Tennis Centre, pero debido a los incendios forestales suscitados en Australia el torneo fue trasladado a la ciudad de Bendigo sin modificación de fechas.

## Distribución de puntos
| Modalidad    | Campeón | Finalista | Semifinales | Cuartos de final | 3ª ronda | 2ª ronda | 1ª ronda | Clasificados | 1ª ronda de clasificación |
| Individuales | 125     | 75        | 45          | 25               | 10       | 5        | 0        | 0            | -                         |
| Dobles       | 125     | 75        | 45          | 25               | -        | -        | 0        | 0            | -                         |

## Participantes en individuales

### Cabezas de serie
| Favorito | País                      | Jugador               | Ranking | Posición en el torneo |
| -------- | ------------------------- | --------------------- | ------- | --------------------- |
| 1        | Bandera de Francia        | Ugo Humbert           | 57      | Tercera ronda         |
| 2        | Bandera de Italia         | Andreas Seppi         | 72      | Segunda ronda         |
| 3        | Bandera de Italia         | Jannik Sinner         | 78      | Segunda ronda         |
| 4        | Bandera de Alemania       | Philipp Kohlschreiber | 79      | Campeón               |
| 5        | Bandera de Estados Unidos | Steve Johnson         | 85      | Cuartos de final      |
| 6        | Bandera de España         | Jaume Munar           | 86      | Cuartos de final      |
| 7        | Bandera de Corea del Sur  | Soon Woo Kwon         | 88      | Cuartos de final      |
| 8        | Bandera de Alemania       | Dominik Koepfer       | 94      | Cuartos de final      |
| 9        | Bandera de Estados Unidos | Marcos Giron          | 102     | Segunda ronda         |
| 10       | Bandera de Suiza          | Henri Laaksonen       | 104     | Tercera ronda         |
| 11       | Bandera de Canadá         | Brayden Schnur        | 106     | Segunda ronda         |
| 12       | Bandera de Eslovaquia     | Norbert Gombos        | 109     | Segunda ronda         |
| 13       | Bandera de Japón          | Taro Daniel           | 110     | Tercera ronda         |
| 14       | Bandera de Rusia          | Yevgueni Donskoi      | 112     | Semifinales           |
| 15       | Bandera de Estados Unidos | Denis Kudla           | 113     | Semifinales           |
| 16       | Bandera de Alemania       | Peter Gojowczyk       | 117     | Tercera ronda         |

- Se ha tomado en cuenta el ranking del 16 de diciembre de 2019.

### Otros participantes
Los siguientes jugadores recibieron una invitación (wild card), por lo tanto ingresan directamente al cuadro principal (WC):
- Matthew Ebden
- Jason Kubler
- Max Purcell
- Aleksandar Vukic
- Akira Santillan

Los siguientes jugadores ingresan al cuadro principal tras disputar el cuadro clasificatorio (Q):
- Harry Bourchier (WC)
- Daniel Elahi Galán

Los siguientes jugadores ingresaron al cuadro principal como perdedores afortunados (LL):
- Zhe Li (por  Hyeon Chung)

## Participantes en dobles

### Cabezas de serie
| Favoritos | Tenistas                          | Ranking | Posición en el torneo |
| 1         | Marcelo Arévalo Jonny O'Mara      | 128     | Primera ronda         |
| 2         | Sander Arends Hsieh Cheng-peng    | 140     | Semifinales           |
| 3         | Jonathan Erlich Andrei Vasilevski | 150     | Finalistas            |
| 4         | Nicholas Monroe Jackson Withrow   | 167     | Cuartos de final      |

### Otros participantes
Las siguientes parejas recibieron una invitación (wild card), por lo tanto ingresan directamente al cuadro principal (WC):
- Andrew Harris /  Akira Santillan
- Harry Bourchier /  Jacob Grills
- Marc Polmans /  Scott Puodziunas

Las siguientes parejas entraron en el cuadro principal como suplentes (Alt):
- Zhe Li /  Zhizhen Zhang

## Campeones

### Individual Masculino
- Philipp Kohlschreiber  derrotó en la final a  Emil Ruusuvuori por 7–6 (5), 4–6, 6–3.

### Dobles Masculino
- Max Purcell /  Luke Saville derrotaron en la final a  Jonathan Erlich /  Andrei Vasilevski por 7–6 (3), 7–6(3).